# Cerbón
Cerbón es un municipio y localidad española de la provincia de Soria, en la comunidad autónoma de Castilla y León. El término municipal, perteneciente a la comarca de Tierras Altas y al partido judicial de Soria, tiene una población de 30 habitantes (INE 2024).

## Geografía

Término municipal

Esta pequeña población de la comarca de Tierras Altas está ubicada en el nordeste de la provincia, su término está bañado por el río Alhama afluente del Ebro al sur de la sierra de Alcarama. La localidad está situada al este de Fuentes de Magaña y se accede a ella por la carretera provincial SO-P-1123.
Desde el punto de vista jerárquico de la Iglesia católica, Cerbón forma parte de la diócesis de Osma-Soria la cual, a su vez, es diócesis sufragánea de la archidiócesis de Burgos.

## Historia
Durante la Edad Media formaba parte de la Comunidad de Villa y Tierra de Magaña, que en el Censo de Floridablanca aparece repartida en cuatro partidos, pasando a pertenecer al Partido de Magaña, señorío del marqués de Vadillo.
A la caída del Antiguo Régimen la localidad se constituye en municipio constitucional en la región de Castilla la Vieja, partido de Ágreda que en el censo de 1842 contaba con 39 hogares y 154 vecinos.
A mediados del siglo XIX, el lugar contaba con una población censada de 154 habitantes. La localidad aparece descrita en el sexto volumen del Diccionario geográfico-estadístico-histórico de España y sus posesiones de Ultramar de Pascual Madoz de la siguiente manera:

CERBON: l. con ayunt. en la prov. de Soria (6 leg.), part. jud. de Agreda (5), aud. terr. y c. g. de Burgos (41), dioc. de Galahorra (11): sit. en terreno áspero, circundada de elevados cerros con esposicion hacia el Moncayo; su clima es frio, pero sano: tiene 50 casas, escuela de instruccion primaria concurrida por 20 alumnos de ambos sexos, á cargo de un maestro dotado con 800 rs.; y una igl. parr. (San Pedro de la Carrasca) aneja de la de Magaña: confina el térm. con los de Puentes de Magaña, Valdeprado y Magaña: el terreno escabroso y áspero, fertilizado en parte por el r. Alhama, es de regular calidad; tiene algunos trozos de monte bajo. caminos: los locales, algunos bastante escabrosos. correo: se recibe y despacha en la adm. de Soria. prod.: trigo comun, centeno, cebada, avena, arbejas, poco cáñamo, patatas y alguna verdura; cria ganado lanar y cabrio; caza de perdices y conejos. ind.: la agrícola. pobl.: 39 vec., 154 alm. cap. prod.: 15,548 rs. presupuesto municipal: 120 rs. que se cubren por reparto vecinal.
(Madoz, 1847, p. 319)

A mediados del siglo XIX crece el término del municipio porque incorpora a Las Fuesas.
En la actualidad, junto con los municipios de San Pedro Manrique, Villar del Río, Magaña, Oncala, Yanguas, Fuentes de Magaña, Santa Cruz de Yanguas, Vizmanos, Las Aldehuelas, Valtajeros, Valdeprado, Castilfrío de la Sierra, Estepa de San Juan, Aldealices y Carrascosa de la Sierra, constituye la Mancomunidad de Tierras Altas de Soria.
Cerbón tiene una curiosa relación con la localidad navarra de Cintruénigo, y es la de ser el origen de su gentilicio. En efecto, el término cirbonero, aplicado a los naturales de la citada villa navarra, procede de la circunstancia siguiente: unos vecinos de Cerbón se establecieron en Cintruénigo fundando el barrio de los Cirboneros; y de ahí se hizo extensivo a todos los vecinos.

## Geografía humana

### Demografía
Cuenta con una población de 30 habitantes (INE 2024).
| Gráfica de evolución demográfica de Cerbón entre 1842 y 2021 |
| |
| Población de derecho según los censos de población del INE Población de hecho según los censos de población del INEEntre el censo de 1857 y el anterior, crece el término del municipio porque incorpora a 425049 (Las Fuesas) |

### Población por núcleos
| Núcleos    | Habitantes (2000) | Habitantes (2010) |
| ---------- | ----------------- | ----------------- |
| Cerbón     | 48                | 34                |
| Las Fuesas | 2                 | 2                 |

## Patrimonio
La iglesia de San Pedro tiene incoado expediente como Bien de Interés Cultural en la categoría de Monumento desde el 4 de enero de 1983.

## Fiestas
La fiesta de Jesús de Nazareno se celebra el fin de semana anterior a la festividad del Corpus Christi (últimos de mayo o primeros de junio según el año). EL día principal de la fiesta es el sábado con la procesión y el canto del Himno a Jesús Nazareno.
La fiesta de la Virgen del Rosari se celebra de viernes a lunes, siendo el sábado el tercero del mes de agosto. El día principal de esta fiesta es el sábado, en él hay misa y procesión con la Virgen por las calles del pueblo y al regreso de la misma, en la entrada de la iglesia, quien lo desea hace manda a la Virgen. El último día se hace una comida popular.